# عمل‌آوری (خوراک)

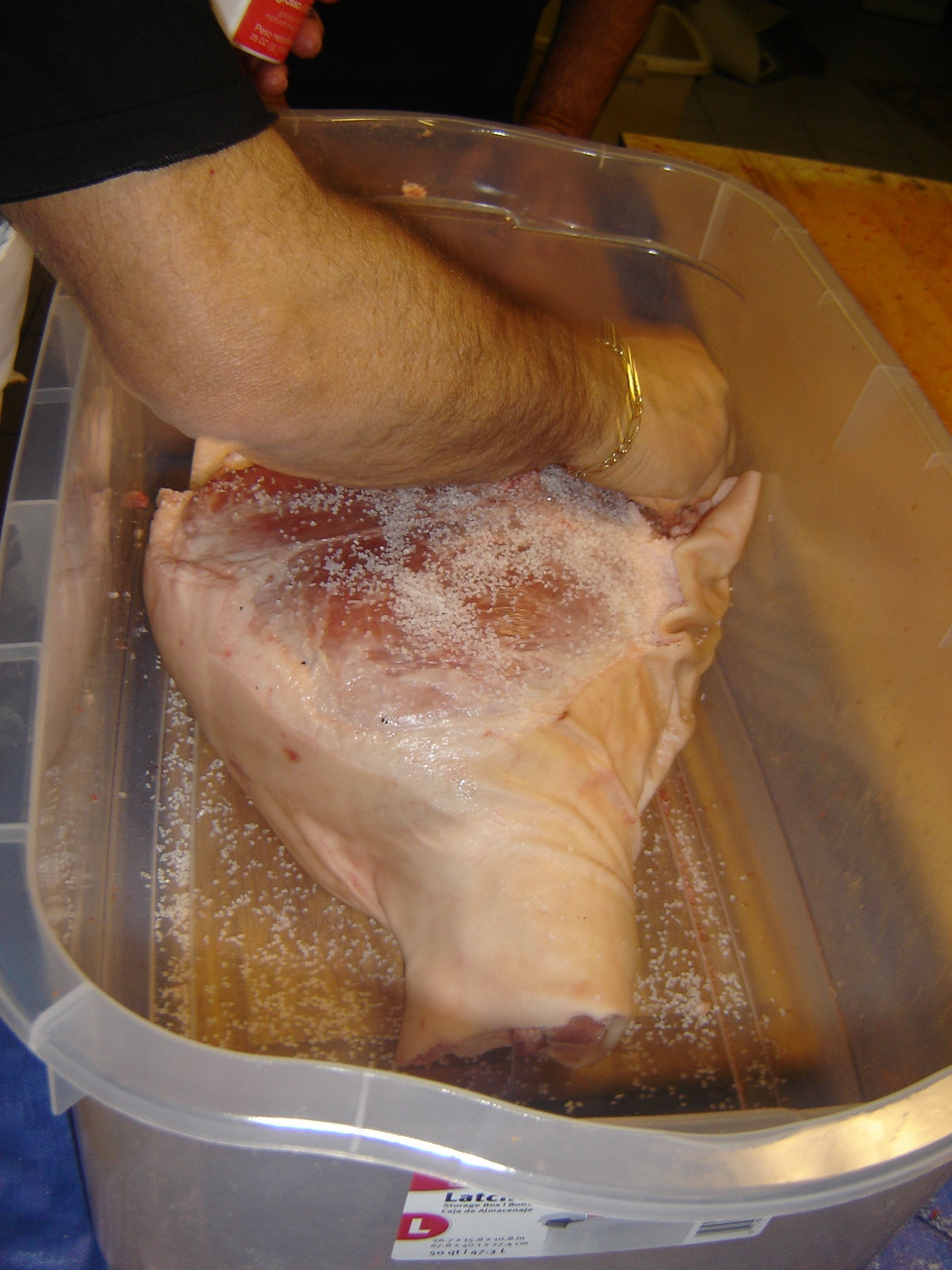
افزودن نمک دریایی به گوشت برای ساخت پورشیوتو

عمل‌آوری (به انگلیسی: Curing)، هر یک از فرآیندهای مختلف نگهداری و طعم‌دهی مواد غذایی مانند گوشت، ماهی و سبزیجات با افزودن نمک با هدف بیرون کشیدن رطوبت از غذا با فرایند اسمز است. از آنجایی که عمل‌آوری غلظت املاح را در غذا افزایش می‌دهد و در نتیجه پتانسیل آب آن را کاهش می‌دهد، غذا برای رشد میکروبی که سبب فساد غذا می‌شود، نامناسب می‌شود. نگهداری را می‌توان به دوران باستان ردیابی کرد و تا پایان سدهٔ نوزدهم روش اصلی نگهداری گوشت و ماهی بود. کم‌آبی نخستین شکل نگهداری غذا بود. بسیاری از فرآیندهای عمل‌آوری نیز شامل دودی کردن، ادویه، پختن، یا افزودن ترکیبی از شکر، نیترات و نیتریت است.